# Случай в Келли — Хопкинсвилле

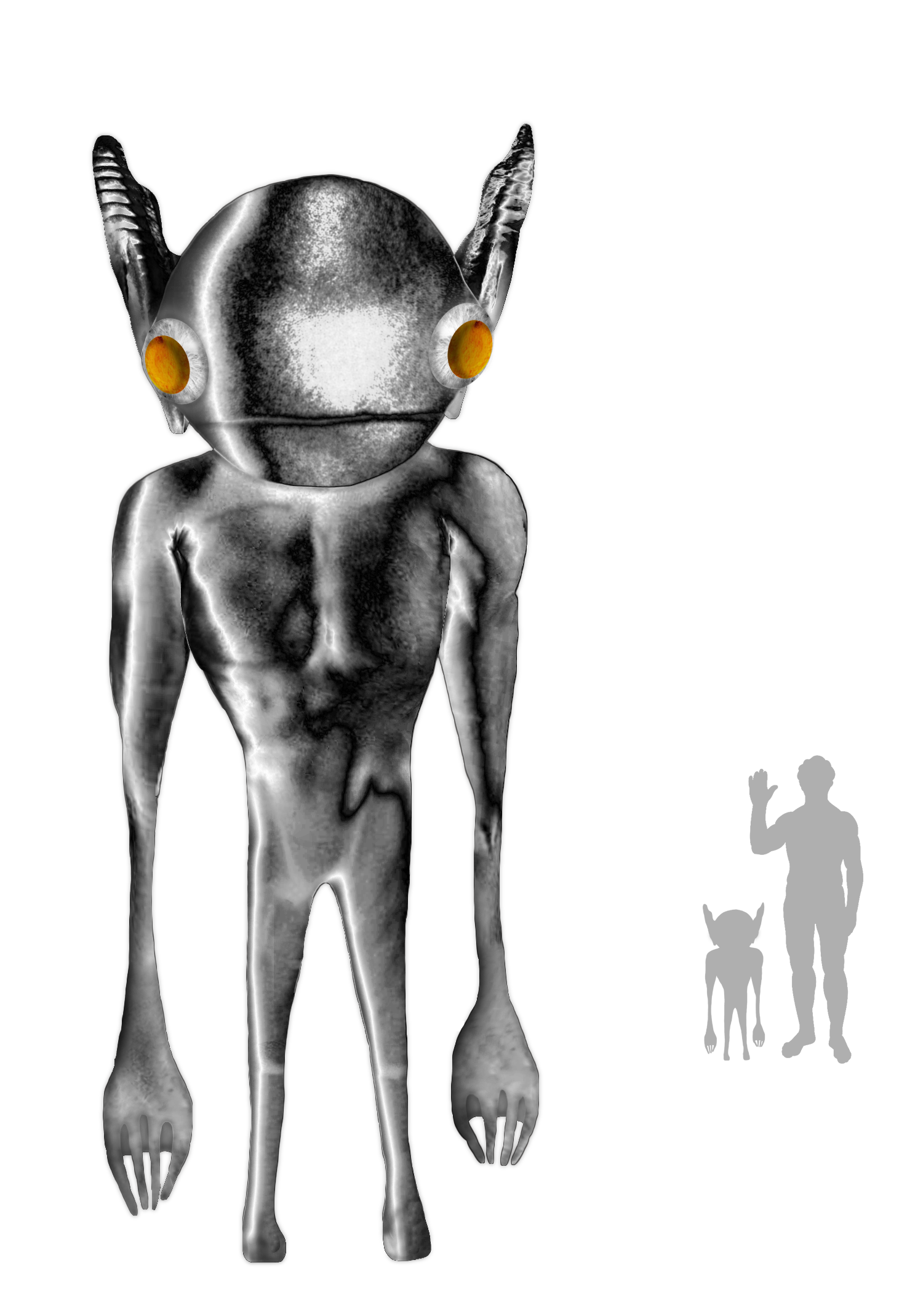
Существо из Келли — Хопкинсвилля (в представлении художника)

Случай в Келли — Хопкинсвилле — близкий контакт, который якобы произошёл в США в деревне Келли возле Хопкинсвилла в штате Кентукки в ночь с 21-го на 22 августа 1955 года. Большая семья фермеров утверждала, что была напугана неизвестными существами.
Современные уфологи рассматривают этот инцидент, как один из наиболее хорошо задокументированных случаев в истории инцидентов с НЛО. Скептики же, напротив, считают, что люди видели природные явления и поддались «всеобщему внушению». Проект «Синяя книга» относит этот случай именно к мистификациям.

## История
В тот вечер, 21 августа 1955 года, на ферме находились следующие люди: Гленни Ланкфорд, её дети Лонни, Чарлтон и Мэри, два сына Гленни от предыдущего брака, Элмер Саттон со своей женой Верой и Джон Чарли Саттон со своей женой Алин, брат Алин Оу-Пи Бейкер и Билли Рэй Тейлор со своей женой Джун. Тейлоры и Элмер и Вера Сатоны не были жителями фермы, они были странствующими работниками карнавала и в тот вечер заглянули на ферму в гости. 
Приблизительно в 7 часов вечера, Билл Рей Тейлор, с его слов, выйдя из дома к колодцу, заметил в небе серебристый круглый объект, излучающий разноцветный свет. Тейлор утверждал, что объект пролетел над домом и начал снижаться примерно в 100 метрах от него в русле пересохшей реки.
Через час собака Саттонов начала беспокойно лаять. Вооружившись винтовками, Тейлор и Элмер Саттон вышли из дома и якобы увидели во дворе человекоподобное существо, приближающееся к ферме. Рост существа, по их словам, был меньше 4 футов, тело безволосое и слабо отсвечивало. У существа была большая голова с огромными жёлтыми светящимися глазами и большими плоскими ушами. Руки гуманоида, оканчивающиеся кистями, были длинными и тонкими, с когтями и неким подобием перепонок между пальцами; при ходьбе он опирался на руки. Ноги, тоже тонкие, оканчивались чем-то, похожим на присоски.
Фермеры выстрелили в существо, которое, упав, вскочило и убежало. Пройдя вперёд, фермеры заметили таких же существ на крыше дома и на клёне. По существам был открыт огонь — они попадали и поспешили скрыться в темноте. Ещё одно существо выглянуло из-за угла дома, по нему тоже стреляли. При попадании в существа был слышен металлический звук. Фермеры забежали в дом, заперли дверь на засов и потушили свет.
Прячась в доме, фермеры через некоторое время услышали, как подобное существо расхаживает по крыше. Дети впали в истерику, когда увидели, что существо заглядывает в окно. Когда в него выстрелили, оно скрылось. Когда Билли Рей Тейлор рискнул выйти во двор, с крыши свесилась когтистая светящаяся рука и вцепилась Биллу в волосы. Билла Рея втащили в дом.
Приблизительно в 11 вечера все, кто был в доме, выбежали из него и сели в автомашины. Они направились в ближайший полицейский участок Хопкинсвилла. Рассел Гринвелл, комиссар полиции, вместе с ещё пятью полицейскими согласился осмотреть ферму Саттонов. На ферме не было обнаружено никаких следов гуманоидов, только разбитые стёкла, следы от пуль на стенах, стреляные гильзы. В 2.15 полицейские уехали.
Под утро Гленни Ленкфорд увидела, что в окно её спальни смотрит один из гуманоидов, и позвала своего сына. Тот выстрелил в окно, и существо спустилось на землю и убежало. Существа ещё наблюдались во дворе до 5 утра.

## Внимание прессы
В ближайшие недели в Келли начали прибывать репортёры. Во многих газетах на протяжении многих месяцев Саттонов высмеивали, написав даже, что наблюдение гуманоидов было следствием «белой горячки». Также высказывалось мнение, что Саттоны решили привлечь к себе внимание, чтобы извлечь из этого выгоду: известно, что в США с конца 1940-х годов наблюдалась мода на НЛО. Но ещё больше положение Саттонов ухудшили уфологи, разделявшие идею внеземного происхождения НЛО.
Саттоны сильно пострадали от общественного внимания. Жители Келли стали относиться к ним враждебно, брат одного из фермеров потерял работу. Тем не менее, очевидцы ни разу не отказались от своих показаний, что свидетельствует не в пользу мистификации.
Как полагают французские исследователи, рациональное объяснение состоит в том, что дом фермеров подвергся нападению виргинских филинов, защищавших своих птенцов. Облик «гуманоидов», запечатлённый на рисунках и то, что они сидели на крышах и деревьях, является сильным аргументом в пользу этой гипотезы.

## Популярная культура
- В фильме «Назад в будущее» герой Мартин Макфлай, попадая на машине времени в 1955 год, врезается в амбар на ферме, выбежавшая семья принимает его за инопланетянина из-за формы машины и одежды, в которую одет Мартин (серебряный комбинезон противорадиационой защиты), вследствие чего отец семейства фермеров открывает по нему огонь из винтовки.
- В сериале «Project U.F.O.», в серии Sighting 4004 The Howard Crossing Incident, офицеры отдела по исследованиям НЛО выезжают в Говрад-Кроссинг на ранчо семьи Карлсонов, которые подверглись атаке инопланетян, с весьма схожим сценарием. В итоге экспертиза спецлаборатории так же не обнаружила никакого присутствия внеземных существ.
- В сериале «Проект „Синяя книга“» в 4 серии 2 сезона главные герои — астрофизик Джозеф Хайнек и капитан ВВС Майкл Куинн отправляются в Хопкинсвилль, чтобы расследовать происшествие с семьёй фермеров, которые утверждают, что на их дом напали инопланетные существа.